# 科学的に存在しうるクリーチャー娘の観察日誌
『科学的に存在しうるクリーチャー娘の観察日記』（かがくてきにそんざいしうるクリーチャーむすめのかんさつにっき）は、KAKERUによる日本の漫画作品。ネット漫画サイト『チャンピオンクロス』（秋田書店）にて、2017年2月7日から2018年7月3日まで連載。同サイトが『マンガクロス』（同社）に移行した後は、同サイトにて2018年8月7日から配信中。

## 概要
現代人が中世ファンタジー世界に飛ばされる異世界転移物でありながら登場する亜人種、クリーチャー娘が人類から進化した生物であることを作中で科学的に考察し、また同様にファンタジー作品でありながら魔法や一部現代科学を封じられている制限された世界で、現代知識を駆使した旧時代の科学力で生き抜く術を見つける様を描いた作品である。
作画にCGを取り入れており、武器や一部の建造物は全てCGで描かれている。なお、移行した際、性描写のモザイクが変更されており、移行前は最低限の白塗りで性器のみだった物が、『ゴメンなさい』と書かれたプラカードを持ったネアの姿になり、性器だけでなく乳首も隠されるようになっている。なお、本作に登場するクリ娘は、人類史上最も一般的な定義で、全員成人している。

## あらすじ
クリ娘（くりむす、半人半獣の姿の亜人、クリーチャー娘の略）が大好きでハーレムを築いて繁殖行為をしたいという願望を公言してはばからない栗結大輔が、突然本当に異世界に来てしまった。そんな彼は、現地住民の人間達に追われているアラクネ種のネアと遭遇、病気の母のため食料を盗んだという彼女と住民の間に割って入り仲裁したことをきっかけにアラクネの部族に迎え入れられる。現代日本の知識を彼らに提供して技術革新を行うことで有用性が認められ、彼を繋ぎ留めたいアラクネ側の意思と利害が一致した結果、ネアがハーレム入り第一号となる。その後も様々な亜人（人間からは敵性亜人とされる種族も含む）と接触する度に、クリ娘のハーレムを築くという個人的欲望が根底にあるとはいえ持ち前の行動力と交渉力を駆使して同盟関係を結び、新たなクリ娘をハーレムに加え勢力を増していき、着実にハーレム王への道を歩んでいく。
その一方、栗結の親友・織津江大志もまた同じ世界の別の場所に転移していた。栗結以上の技術力とサバイバル能力を持ちながらコミュニケーション能力に欠けた彼は、人間のオサマ王国に迎え入れられ、美人のメイドたちの仕える屋敷に暮らしつつ王国に現代日本の知識を提供していたが、実際の能力が高いにもかかわらず自己評価があまりにも低いため卑屈な態度しか取れず、そのためメイドたちからは一切好意を持たれることもなく、かといって強引に性的行為を行う行動力もないため、自分を嫌っている美人に囲まれるという（彼の主観では）地獄のような日々を送ることになった。そんな生活に疲れ果てた織津江は王国を出奔し、人間が一切居住しない荒野に向かう。そこでたまたま助けたゴブリン「ミドリ族」に迎え入れられた織津江は、強い男を偏見を持たずに尊敬し、交配相手として受け入れるゴブリンたちとの生活の中で日本時代からの卑屈さが完全に消え去り、能力に見合った自己評価を持つ男へと変貌していく。敵性亜人であるゴブリンたちに技術を提供し国力を増していく彼の存在は、人間から見れば「魔王」そのものであった。
人間種族が支配的だったこの世界に登場したハーレム王と魔王。二人の異世界人の存在で、世界のバランスは徐々に変わっていく。

## 登場人物 ・種族

### ヒューマン種
いわゆる普通の人間(異世界に迷い混んだ現代人を含む)。本作の異世界ではヒューマン種から進化した亜人と呼ばれる種族が複数存在し、そのうちの雌に関しては主人公大輔がクリ娘と認識している。ヒューマン種と亜人、もしくは亜人間の異種交配は可能で、ゴブリン種やオーク種などの例外を除けば基本的に子供は母親と同じ種族となる。また一夫一妻の貞操観念や自らを至高の存在として特別視する「人間病」（後述）と呼ばれる価値観が、他の亜人からは滑稽に見えるらしい。

#### 現代人
栗結 大輔（くりむすび だいすけ）
関東某所の生物学科の大学生で本作の主人公。23歳（第一話時点）。クリ娘に異様な情熱を注ぎ、クリ娘ハーレム王になると言って憚らない。異世界転移直後にネアを成り行きで助け、その後も様々なクリ娘を知恵と情熱で仲間にしていく。意外と学者肌で、異世界の生物に関して地球の進化論と比較して差を見極めているのだが、その際はスケベな思考が一切起こらない。自身の提供出来る知識と知恵で技術を加速させ過ぎて異世界の技術に「ゆがみ」を起こさない様に注意しつつ、様々な問題をクリアしていく。また喫煙者であり、手持ちのライターが異世界人の証として序盤で活躍する。アラクネ族のアネラやアーさんが危機一髪の状況に陥った際に身を挺して庇うといった男気や、女性に対しては基本的に合意が無ければ手を出さないといった紳士的な面もあるため亜人からの評価は高い（ただし異世界においてもハーレム王に理解がある女性は1%程度のごく少数派であり、ハーレムが成立しているのはそういった女性をかき集めた結果であり実際モテているわけではない模様）。身体能力は並だが、ケンタウロス族の後ろ蹴りが直撃しても無事だったりするなど意外と頑丈である。また、後述の織津江と違って武術などの心得は無いが、異世界生活の中で経験を積んだため、機転も駆使してディープワンズやブエルを単独で倒すくらいの実力は身に着けている。
名前の由来は「クリ娘、大好き」。作中では（主にクリ娘から）下の名前のダイスケ、または自己紹介の際に「ハーレム王になる男だ」と言うのが口癖のため一部『ハーレム王』の呼び名が定着している。
織津江 大志（おりつえ たいし）
大輔と同じ大学の学生で知力と運動能力（特に格闘）に優れ、大輔曰く自身の上位互換。22歳（第一話時点）。実戦を想定した古武術「オリツエ流古武術」を習得しており、その実力は相当に高い。さらに様々な分野の技術にも長けており、大輔のサバイバル術も彼から教わっている。ただしその顔と背の低さの外見の容姿に強いコンプレックスを抱いており、オドオドした性格から対人関係は最悪で、自身の評価は最低であり、他人からも同じように最低の評価を受けていると勘違いしている。第1話ではモブキャラクターとして紹介されていたが、第7話で大輔と同じ異世界へ転移していたことが判明し、紆余曲折あってオサマ王国の技術顧問として高待遇で迎えられた。しかし前述のコンプレックスからくる勘違いで人間関係が崩壊してそのまま国を去った後、ゴブリン族達と共に暮らし自身の覚えている限りの知識と技術を惜しみなく使用し、亜人寄りの考え方になり一大拠点を作り上げ『魔王』と呼ばれるようになっている。
名前の由来は「俺ツエーしたい」。異世界転移してからは作中のもう一人の主人公的扱いとなっており、マンガクロスにて2020年3月17日より公式スピンオフの主人公となった（後述）。
芸鋤 ビエル（げいすき びえる）
大輔や織津江と同じ大学の女子学生。23歳。クリ娘とのＨを実現する方法について語る大輔と織津江のやりとりに呆れながらツッコミを入れていた。「異世界でも魔界でもとっとといきやがれ」という彼女の一言の直後に大輔や織津江が異世界へ転移したように描写されているが、関連性は不明。織津江によると腐女子らしい。
後述のスピンオフ作品「織津江大志の異世界クリ娘サバイバル日誌」では、第22話以降の科学技術等の解説シーンにおいて「理系女子 芸鋤ビエルさんの雑学コーナー」と称して様々な衣装で登場する。
訛葦 笛地（なまあし ふえち）
大輔や織津江と同じ大学の学生。21歳（第64話時点で22歳）。「アラクネとのＨの実現」について語る大輔と織津江にツッコミを入れていた。大輔や織津江とは同じ高校で1学年下の後輩であり、当時は喧嘩自慢のヤンキーで織津江の噂を聞いて勝負を挑むも完敗。その後は自身も「オリツエ流古武術」に入門し、織津江や大輔を先輩として接しつつもいつかは織津江に勝ちたいと考えていた。
第1話以後に長らく登場しておらず大輔の回想等に描かれる程度だったが、第64話で再登場。大輔や織津江と同様に異世界転移しており、人間の国家「リパブリック共和国」で臨時特殊兵員教導官を務めていることが判明した。リパブリック共和国は織津江が身を寄せるゴブリン部族と敵対関係にあるが、訛葦も織律江もまだ互いの存在を（転移していることすらも）知らない。
リアルハーレム王
織津江の従兄で本名は不明。ルックスに秀でているわけではないが非常にモテており、同時に十人以上もの女性と交際している。その秘訣はとにかく女性に奉仕し尽くすことで、女性を喜ばせることを生きがいとしている。織津江曰く「無給ホスト」「女性オタク」。また、軽薄そうな外見ながら女性心理に関する理解は深く、彼の言葉や生き方は大輔に多大な影響を与えている。

#### 異世界人

##### サシヨイ村
村長
アラクネ種ラァ族の里の近くにある村の村長。見た目は強面で村のためには強硬策も取るが、大輔の交渉に耳を傾けるなど理知的な側面も。大輔とは、村から種もみを盗んだネアを追撃した際に初対面し、彼を信用して取引に応じた。その後、大輔が約束を果たしたことでネアとも和解し、彼らと良好な関係を築くようになる。
マークス
村の男性。レッドキャップに妻と子供を殺され憎んでいる。

##### オサマ王国
オサマ8世
見た目の濃い容姿と存在感とは裏腹に、重要な決断をピエーロに委ねる程度には凡庸な国王。異世界からきた織津江を技術顧問として国に招き入れる。
ピエーロ
国王を含め誰に何を言っても咎められない代わりに、その発言を一切無視される立場の「嘲笑の道化」。人が言いにくいことを代弁し、時に国王が宰相のように意見を求める程の賢さも持ち合わせている。
メイヤ
織津江の世話を任された屋敷のメイド長。実は諜報部隊のメイドで暗殺のプロ。織津江のために色々と世話を焼いていたが、自分に自信のない織津江を心の中で見下していた。それは他のメイドたちも同様で、織津江もそれを察してストレスを溜め込んでおり、あるとき彼女が軽い気持ちでとったやり取りがついに彼を決定的に傷つけ、出奔させる事態を招いてしまう。その後、ゴブリンの里で発見された織津江と交渉するための使節団として参加し、織津江と再会する。実は男性との恋愛に憧れていたものの、それまで自分より優秀な相手に巡り合えずにいたが、元々の優秀さに加えて揺るぎない自信を獲得した織津江を見てようやく自分が待ち焦がれていた相手が見つかったと感じ、彼のもとに残りハーレムの一員となった。
オルワ
メイヤ直属のメイド諜報部隊の訓練生。作者曰く名前の由来は「メイドオールワークス」。
キティン
メイド諜報部隊の新人。作者曰く名前の由来は「キッチンメイド」。
パーラ
メイヤ直属のメイド諜報部隊で、若いがかなりの実力者。作者曰く名前の由来は「パーラーメイド」。最初は他のメイドたちと同様に織津江を軽蔑していたが、実家の窮状を救うために織津江に抱かれようとしたところ、何も求めず大金だけを惜しげもなく差し出した彼の優しさに打たれ、心の底から織津江を好きになる。その後、織津江が人間関係に耐え切れず出奔したことで悲しみに暮れるが、ゴブリンの里にいる織津江と交渉するための使節団に志願して彼と再会。王国へ戻れなくなることを承知で織津江のもとに残り、彼のハーレムの一員となる。

##### リパブリック共和国
「死の山脈」付近に存在するらしい国家。オサマ王国以上に亜人に対して強硬的で、作中ではラミア種のミア族の里を滅ぼした他、織津江が身を寄せるゴブリン種ミドリ族の仇でもある。転移者である訛葦笛地を臨時特殊兵員教導官に採用しており、兵士たちの戦闘力は非常に高い。
大統領
リパブリック共和国の元首とみられる壮年男性で本名は不明。精悍な風貌を持ち豪快な性格。武術の心得や興味があるらしく、「政治の息抜き」と称して訛葦に手合わせを挑んでは軽くいなされている。

##### その他
リーン・ケーン・ジーンフォース
サシヨイ村と敵性亜人レッドキャップの戦いを止めるために、帝都から来た貴族の若い男性。人権思想を信奉しており、「人間と同様にレッドキャップにも人権がある」という観点から持論を語るが、具体的な解決方法の提案などは一切なく、ただ綺麗事を述べるばかりのため、村人たちから顰蹙を買っている。捕食関係にあったアラクネとハルピュイアを大輔が仲介したと聞き、彼まで仲間に引き込もうとするが、居合わせたラネアに威嚇されてその場は引き下がる。その後、村人たちがレッドキャップに勝利し、レキたち生き残りの女子供を皆殺しにしようとしたところへ現れ止めに入るも、腹に据えかねた村長に一喝された。直後に駆けつけた大輔と村長との取引によって生き残りのレッドキャップは助命されたが、大輔からは取引の下準備として最大限に利用される形となった。
ノーブレス
プリンシバリ公国の冒険者の女性。姉がゴブリンに孕まされ殺されたとしてゴブリンを憎んでおり、復讐のために仲間と共にミドリ族のゴブリンたちを襲撃するが、織津江の技術を得て重武装したジャーたちの返り討ちに遭い、オブリージュとともに捕虜とされた。その後、織津江に助けを求めるが、「人間の敵であるゴブリンは滅ぼして当然」といった無自覚ながら傲慢に満ちた発言を軽蔑と共に完全に論破され突き放される。それでも諦めずにゴブリンの奴隷になるふりをしながら反撃の機会を伺っていたが、それも織津江に見抜かれて笑顔で「服従か死か」の最後通告を突き付けられ、圧倒的な死の恐怖と生への渇望の経験から、それまでの人間としての価値観が崩壊。それ以来、心の底から織津江やゴブリンたちに服従するようになる。服従してからは仲間として認められ、他のゴブリン女性と変わらない扱いを受けるようになった。また、ゴブリンやオークとの生活に慣れるうちに、人間の価値観の歪みを客観的に認識できるようになっていった。
オブリージュ
ノーブレスの護衛で婚約者あり。ノーブレスと違い早々にゴブリンたちに服従したため仲間として迎えられた。
ユミ
冒険者パーティ「赤き弓団」の団長でエベラーン帝国出身の若い女性。「赤き弓団」が5人パーティーだったが、新人メンバーのミスのせいでミノタウロスに襲われて仲間2名を失い、彼女を含む生き残り3名が大輔たちに助けを求めた。救出された後はラァ族の里で保護され、タウラの故郷である「ケンタウロスの大草原」までの案内を引き受ける。亜人との交流経験はあまりなく、ラァ族の里ではアラクネをはじめとする様々な亜人の文化や価値観の違いに仲間とともにカルチャーショックを受けていた。
ソド
「赤き弓団」のメンバーで短髪頭の若い男性。

### 友好性亜人
人間と友好的な関係にある種族。あくまで人間基準であるため、後述の敵性亜人とは仲が良かったり、敵対関係な友好性亜人同士も存在したりする。

#### アラクネ種
女は上半身が人間の女性、ただし耳が長く毛のようなもので覆われている。下半身が蜘蛛的な外見で深い毛に覆われた四腕八脚（うち前足四脚は腕兼用）の姿で、大輔の考察ではシャム双生児的な人体結合で、三人分の骨格が合体しているらしい。手脚は３本指で爪は蹄のようになっているが脚の指で掴むことも可能。乳房は上半身に人種同様二つ、下半身に四つ存在する。三人分存在する女性生殖器穴の一つは人種同様の膣にあたる本穴、一つは生殖能力のない性行為に用いられる遊び穴、残りは蜂の産卵管の様な状態から糸を吐く形状に変化しておりその糸は非常に頑丈で、細いながらも相当量の重さに耐えることが可能。また個体差はあるが、アラクネの女性は大人の人種を片手で軽々と引き上げることが可能な程筋力を持っている。さらに強靭な足腰は壁を垂直に登れる程であり、また駆ける攻撃においても普通の人間を遥かに凌駕する力を発揮する。逆に男性は毛の生えた耳と３本指の手足以外は人種と変わらぬ手足二本ずつの容姿で、圧倒的に女性が力で勝る。このことからアラクネの社会は女尊男卑文化とみなされるが男性への蔑視はなく、むしろ人種と逆で男性を守る文化が確立しており労わられ大切にされている。ただし怪我をさせない限り女性から男性へのレイプは合法で、出征前に昂ぶった女性が男性を襲うことは珍しくないとされる。
ネア
ラァ族の若い女性。大輔が最初に出会ったクリ娘にして、本作のヒロイン的存在。病気の母親のためにサシヨイ村の種籾を盗んでしまい、村人たちに追われていたところを大輔に助けられる。その後、村に大輔を迎え入れ、母親の勧めもあって大輔と関係を持つようになる。女傑揃いのアラクネ女性の中ではしおらしく普通の女の子に近い性格だが、戦士としては人間男性と比較にならない強さを持つ。また、男性（特に大輔）へ暴力を振るう女性には容赦なく、弾みで大輔を蹴ったタウラに激怒して本気で襲い掛かったこともある。大輔のクリ娘ハーレム入り第一号であり、徐々に正妻的貫禄を発揮していく。
ラネア
ネアの母。夫とはかなり昔に死別しており未亡人。「火の呪い」という病気にかかっていたが実際にはただの風邪で、間違った対処をしていたのを大輔の適切な処置により回復する。大輔の先進的な知識を「神の宝珠の持ち主」と例えて高く評価し、ハーレム作りに協力して懐柔しようとする計算高さを見せる一方、自分も大輔を男性として気に入っており、娘に内緒でこっそり関係を持っている。戦士として戦う場面はなく実力は不明だが、怒られたネアが涙目になったり、大輔にしつこく絡む青年に凄んだ際に周囲が震えあがるなど、只者ではない雰囲気も感じさせる。
ラァ
ネアの妹。まだ幼く見えるがラネアによると子供が産める年齢ではあるらしい。
アー
ラァ族の女性。ラネアの友人で鍛冶屋。通称アーさん。大輔を異世界人と見抜き、その知識と技術で様々な発明の手助けをする。戦士としても優秀だが、子供時代のトラウマからスライムが苦手。仕事一筋で婚期を逃してしまい子供も諦めていたが、ラネアに唆された大輔からの強引なアプローチで関係を持ちハーレム入りする。その後、大輔と二人きりの時は女性らしい姿も見せるようになる。
アネラ
ラァ族の若い女性。トレントとの戦いで殺されかけたところを大輔に助けられて以来、仲良くなる。大輔のハーレムには入っていないが、家を訪れた大輔をお礼のつもりでレイプする（大輔は大喜び）。その後もたびたび行動を共にする。
ネク
ネアの住むラァ族の村の里長で壮年の女性。懐が広く、大輔を客人として丁重に扱い、レッドキャップの女性たちを連れて来ても暖かく迎えている。

#### ハルピュイア種
他の亜人種からは鳥類の一種と認識され、捕食の対象にもなっていたが、実際は人間から進化した亜人種。腕は飛行に特化した翼状で、羽ばたきではなくグライダーのように滑空して飛行する。翼になった腕の代わりに、発達した足が腕の役割も果たしており、足の爪で物を掴んだり、口と腕にある爪一本も併用して道具を使ったり出来る他、滑空の助走として時速80キロ程度の高速で走ることが出来る。その他にも成人でも幼児のように小柄で軽い体躯など、飛ぶことに特化した身体をしており、物事を深く考えず結婚もない乱交文化など、「軽量化」は種族の思想面にまで影響を与えている。また、亜人種の中でも野性的な生活をしているためか感覚面に優れており、僅かな上昇気流をとらえて長時間の飛行をしたり、言葉が通じないモンスターなどの心理もある程度は理解できる。スピンオフ作品でも頻発に登場し種族ほぼ全員が語尾に「にゃ」を付けて会話する。なお、本編に描写はないが、食べ残しの上に排便したり、相手をからかう目的で糞を落とすといった習性があることがスピンオフで描かれている。また、生活様式については地域差があり、南方のハルピュイア族は国家を持ち、比較的人間にも近い生活をしている模様。
ルピー
大輔がネアの次に遭遇したクリ娘。ハルピュイア種の特徴として享楽的かつお気楽な性格で、小柄な体格だが一応成人女性らしい。アラクネの網に捕まり動けなかったところを大輔に助けられて二番目の嫁になる。直接戦闘は苦手だが、狩りなどでは飛行能力を活かした偵察・索敵が重宝されている。歩行も得意でないので、飛ばない場合は大輔の背中に掴まって移動している。普段使っている共通語以外に南方のハルピュイアが使う言語も理解しており通訳ができるなど、意外に聡明な一面も持つ。
ハル
種族の男性。ルピーを気に入り勝負の末に手込めにする。元々種族間に結婚の概念がないため、接触以後も遠巻きに様子を伺っている模様。大輔にとってはルピーをめぐるライバルでもあるが、ヒュドラの襲撃を警告するなどの貢献もしてくれるため、仲間として受け入れられている。
アルバ
単行本11巻の読切に登場。南方のハルピュイア国家の王女。南方の種族の特徴として翼の形状が海上の飛行に適している反面、突風や乱気流が発生する森などの飛行は苦手。また、常に全裸のルピーらと違って衣服を着ている。王宮の堅苦しい生活に嫌気が差し、自由な生活への興味と憧れから北方へ渡ってきたが、乱気流に煽られて墜落、負傷してしまい、近くにいた大輔らに保護された。その後、無事に回復して元通り飛べるようになる。大輔や仲間たちとの暮らしの中で、彼らの自由な生活にも興味を持ったが「豊かな生活に慣れた自分には、本物の自由は厳し過ぎる」と実感し、帰国を決意。記念に大輔との一夜の関係を持った後、皆に見送られて帰っていった。南方の異国語を使い、大輔と直接会話はできないのでルピーの通訳を介して会話している。名前の由来はアホウドリの英語名「アルバトロス」から。

#### マーフォーク種
下半身が魚のいわゆる人魚族。水中生活に適応した身体を持ちクジラのようなエコーロケーション能力も持つが、エラはなく肺呼吸のため水中に潜れる時間は1時間ほどで、尾鰭は硬い体毛をヒレ状にカットしている。ヒレ状の短い足を持つが、泳ぎは達者な半面陸上ではほとんど身動きが取れない。ただ尻尾の力は強く、振り回して直撃すればコカトリスの頸椎でも圧し折ることが可能だが、あくまで最終手段である。他の亜人種より人間寄りの文化や思想を持ち、亜人には珍しい一夫一妻の貞操観念。また近隣の人間の村とも頻繁に交易を行う。
メイ
大輔が最初に遭遇したマーフォークで、お姫様付きの侍女。最初に彼の行動に嫌悪感を抱いたクリ娘でもある。交易のためにサシヨイ村を訪れた際に大輔と出会い、成り行きでクラーケン退治と引き換えにマーメイドの身体を調べさせる約束をする。その後クラーケンは退治されるも「他の娘を探してくる」と誤魔化そうとしたため、主人である姫に咎められるが姫自身が大輔のハーレムに入ることで話がまとまり、付き添うことになった。姫の許可は出ているが、その後も大輔は手を付けていない模様。
胸に自信をもっており名前の由来はマー「メイ」ド。
カナ
フマ族の姫。従者のメイが大輔との約束を破ったところから始まりそのまま大輔の后となる。正式な王族であるため、本来はヒューマンの貴族といえども正式な謁見をもって対応しなければならないほど高貴な身分にある。名前の由来はサ「カナ」。
頭がよく、常に合理的に行動する。「姫」という自分自身の立場さえ「最も高値で売れる娼婦に過ぎない」と言い切り、里の利益のためにイルカのハーレムに入るつもりでいた。大輔が進んだ世界の文物について軽くつぶやいただけですぐさまそれを想像でき、その素晴らしさに打ち震えていた。
普段は表情に乏しく、何を考えているか分かりにくいため冷たい性格と思われがちだが、本当は民を愛しその幸せを何よりも願って行動する熱血漢で、そのことを大輔やイルカにフォローされた際には涙していた。
オジサン
マーフォーク「フマ族」の族長でカナの父。名前の由来は魚のオジサンから。
普段は豪快で少しガサツなオヤジのように振る舞っているが、その実態はカナ以上に徹底的な合理主義者で、ちょっとマヌケなくらいが失敗しても許されるし好感度が高いという計算ずくの演技である。本人曰く「本物の合理主義者は「私は合理主義者です」なんて顔はしない」とのこと。大輔とはクラーケン退治を通じて知り合い、カナを娶ることになった大輔を気に入り、2人で飲み交わした際に本当の姿を垣間見せる。
イルカ
フマ族の隣里の族長。名前の由来はイルカ→海豚→ブタ。
太った初老のマーフォーク男性で「ぶひゅひゅ」という不気味な笑い方が特徴。一夫一妻のマーフォークの中で財力に物言わせ一夫多妻制を貫く。メイなどからは毛嫌いされていたが本当は人格者で、妻となった女性は家族も含めて大切にするので慕われており、大輔たちのクラーケン退治の際も私兵を率いて陰で援護するなど尽力していた。フマ族の漁場がクラーケンに占領されたため、新しい漁場を提供する代わりにカナを嫁に貰う約束をしていたが、大輔たちがクラーケンを倒したため結婚の話は流れる。実はカナはイルカに好意を持っており密かに相思相愛の関係で、カナが大輔のハーレム入りを決めた際も「もし破局しても子供も含めて受け入れる」と言って温かく送り出す度量を見せた。カナ曰く「見た目と笑い方が少々アレなだけで里長としても男性としても完璧な方」。
サーバ
フマ族の警備隊員の若いマーフォーク男性。名前の由来はサバ。カナ姫とは幼馴染で昔から好意を持っており、イルカのところへ嫁ごうとしているカナの身を案じて内密に大輔へ助けを求めた。その後、クラーケンとの戦いでは折られた毒槍を命懸けの特攻で突き刺し倒す大活躍を見せるが、実はカナ姫がイルカに好意を持っており、自分のことはただの幼馴染としか思っていないと後で知らされ、全く報われなかった。

#### ケンタウロス種
下半身が馬の亜人。弓矢の技術に長け、高い戦闘力を持つ。アラクネ種と似た体の構造を持っており、馬の部分はもう一人分の人体結合で、生殖器も人間の体と馬の体の二か所（生殖能力があるのは馬の方のみ）にある。アラクネ種とは逆の徹底した男尊女卑社会を構成しており、女性は男性を立てて召使いのように奉仕するが、それは男性に気持ち良く庇護してもらうためであり、本質的には対等で「互いの需要を全力で満たし合っているだけ」とタウラは説明している。亜人の中でも特に性的に奔放な文化を持ち、客人のもてなしや近所の挨拶程度の感覚で性交したり、父親と娘が性教育の一環で性交して子供を作ることまであるが、動物との異種姦（他の亜人は問題なし）や肌の露出はタブーとしており、特に裸を見られることへの羞恥心はヒューマン種以上。
タウラ
各地を旅しているケンタウロス種・ロン族の女性で、弓の名手。積極的かつ勝ち気な性格だが、述の肌の露出のタブーを大輔の甘言で破ってしまうなど、知的好奇心を優先するタイプ。旅の目的は夫候補探しで、知恵を駆使してクラーケンを退治した大輔に興味を持ち、里の脅威となりつつあるミノタウロスへの対処を依頼する。その後、大輔たちを連れて帰郷し、両親に認められて大輔の妻となりハーレム入りする。
タウラの父
本名不明。タウラが連れてきた夫候補である大輔と対面し、彼の目前で敢えて娘を弄び大輔を試すが、ケンタウロスの価値観を受け入れることを約束した大輔を認めて娘との結婚を許諾した。
タウラの母
本名不明。夫と共に大輔と対面する。
ロン族の里長
本名不明。里に来た大輔たちと同盟関係を結び、技術提供を受ける。

### 敵性亜人
人間に敵対的とされている種族。同世界のヒューマン種と無法に殺し合ったり、ヒューマンを攫って家畜とするなど険悪な関係だが、大輔や織津江のような異世界人は例外として敵視しないなど、基本は理性的な種族がほとんどであり交流は不可能ではない。

#### レッドキャップ種
己の宗教に従って人間を食い殺し、帽子をその血で染める最悪級の敵性亜人（サシヨイ村長談)。ただ宗教の信仰度は個人差があり、敬虔な信徒は人間を「人間病に感染した病気ザル」と糾弾する一方、レキの様に自分の上に立つ人間を精霊の化身と見做して容認する合理的な考えの持ち主もいる。二本の足は親指が発達した黒い蹄（別名、鉄の長靴）で足が早く、深夜の黒闇でも見通せるほど夜目は鋭いといった身体的優位性と思想が危険視されるが、逆に昼間は裸眼でほとんど見えない（そのため光を遮蔽する特殊な仮面を着用する）上に文明レベルは原始人並であり、屈強な軍隊なら本気を出せば一族ごと壊滅出来る程度。弓矢を投げ槍の様に用いる独特な射法を行い、助走を付けて射る事で強力な威力にすることが出来る。
レキ
「迎え送る巫女」の二つ名を持つ、レッドキャップの族長。大輔に助けられ一族ごと妻に迎えられた際に、彼の立場を精霊の化身と位置付ける。
ヒバリ
レイ
二人とも若い種族の女性。真面目で敬虔な性格から、レッドキャップの教義と現状に至る経緯を熱心に考えた結果、大輔が精霊の化身であることに疑問を抱くようになり、彼に質問を投げかける。その後、レキから後継者として認められ、真実を伝授される。なお、名前の由来は作者の過去作品の登場人物から。
アカボ
レキの先代の族長。ヒバリたちの話によると、頭の良い男だったが信心が過ぎたために人間に無謀な戦いを挑み、サシヨイ村の人々の総攻撃を受ける結果を招いて自身も戦死した。

#### ゴブリン種
角と緑色の皮膚を持つ種族で文明レベルは低いが夜目が効き人間種より小柄ながら高い身体能力を持つ。敵性亜人にされる理由は性的に奔放で他種族への強姦も辞さない価値観の違いと、種付けをした相手如何に関わらず必ずゴブリン種が生まれるため。ただし男性は関係を持った女性と生まれた子供に対して責任を持っており、「結婚」という概念の有無を除けば人間の男女関係ともあまり変わらない。
ジャー
「ミドリ」族の長のゴブリン男性。仲間とともに小型竜の群れに襲われていたところを織津江に助けられ、客人として招き入れる。その後、織津江から提供された技術によってミドリ族の集落はドラゴンや人間の兵団さえも圧倒する一大勢力となった。織津江に対する信頼は絶大で、望まれればいつでも族長の地位を譲ると公言するが、織津江は彼を立てて行動している。織津江は、彼らとの交流(特に種族女性による童貞卒業)によって決定的に欠けていた「自信」と「余裕」を獲得し、「魔王」と畏怖されるほどの威厳を発揮するようになっていった。
ヨウ
ミドリ族の男性。
セイ
ミドリ族の男性。オブリージュたちの牢屋番をしていた。
リン
ミドリ族の女性で織津江のお気に入り。人間視点では少女のような容姿だが成人しており子供もいる。
コリン
ミドリ族の女性。
フーリン
ミドリ族の女性。
ワカクサ
オークと共にミドリ族の村に来訪した、「リドミ」族の現代表である女性。同胞ともにミドリ族の庇護を求めて承諾され、交流の儀式として織津江と関係を結ぶ。その際の扱いが図らずもゴブリン女性が最高に憧れる形となり、織津江にぞっこんとなった。他のゴブリン女性よりも背が高く吊り目気味のため容姿にコンプレックスがあったらしく、織津江は彼女に親近感を抱く。

#### オーク種
「人間で最も大きく、力強い男を想像しろ、それが平均的なオークだ」と言わしめるほど大柄で屈強な肉体を持つ種族。ゴブリン同様に繁殖力も強く、本来異種間の交雑の際は母型の種類で生まれるこの世界で、男しかおらず♀ゴブリン×♂オークなどの場合でも子供がオスならオークが生まれる。また凶暴そうな外見だが、人間と価値観が違うだけで理性的であり、捕虜とした人間も危険が無ければ無闇に殺したりはしない。オーク族は戦闘力が非常に高く、平時でも力仕事に向いていることから異種族からも喜んで迎えられており「奉仕種族」の別名も持つ。
ピグ
18歳、ヒゲと胸毛とギャランドゥが特徴。後述のタブ・トンとともに母親はリドミ族のゴブリンで、リドミ族がミドリ族の庇護を求めた際に「自分たちの方が強い」として織津江に挑むが完敗し、以後は織津江とジャー族長に心服する。
タブ
16歳、腕毛が濃い。
トン
15歳、顔つきが若め。
カツトン
タウラの故郷近くにあるトロールの集落にいたオーク。知能が低いトロールが高度な城砦に住んでいたことから、ケンタウロスたちは外部から来たオークが技術提供したものと推測していた。トロールと比べると格段に理知的で、ミノタウロスを一時撃退したトロールたちが勝利に浮かれていた際も、事態の深刻さを理解しており途方に暮れていた。彼らだけは話が通じると見て接触してきた大輔たちと手を組み、協力してミノタウロスの脅威から同胞を守る作戦を実行した。大輔の作戦が成功してトロールたちとともに助かった後は、新しいボスとなった大輔から代理としてトロールたちのまとめ役に任命される。
シャブトン
カツトンとともにトロールの集落にいたもう一人のオーク。ヒゲが生えている。大輔がトロールの新しいボスになった後はカツトンの補佐役に任命される。

#### ヴァンパイア種
自らを真の霊長と公言し人間(ヒューマン種以外の亜人も含まれるかは不明)を拐い家畜として飼育する、「人間より人間病」な種族(大輔談)。女性保護の観点から種族間の性行為は愚か接触や挨拶や用事以外の会話すら制限され、性的快楽は家畜の人間との「遊び」により処理する社会を形成している。瞬発的な筋力が発展していて、たとえ女性ヴァンパイア相手でも組伏せられたら人間の成人男性が動けなくなる程。また足の裏にアラクネに似た吸着機能があり壁に垂直に張り付くことが可能。物語に出てくるヴァンパイア同様に人間に吸血を行い養分を摂取する(他には乳や卵など限られた物しか食せず、普通の人間が食べるような料理は胃が受け付けない)が、それ以外の物理的に無理な能力や特徴は無く、例えばニンニクや十字架は弱点というより種族や信仰でのタブーであり、日光が苦手なのは肌色素の欠乏、蝙蝠や狼、霧への変化はそう見えるようにする一種の目眩ましである。
パイア=ヴァン=ヘルシング
頭に花のカチューシャをあしらった長髪の女性。意中の男性に告白をするも上述の価値観からすげなく突き放され、傷心から始めた人間男性との「遊び」にはまり、偶々見かけたダイスケに興味を持ち夜這いをかける。「身の丈以上に尊い自分」を強制されるヴァンパイア社会に生きる辛さをダイスケから慰められて彼を更に気に入り、催眠術で虜にして連れ帰ろうとするが、駆け付けたネアに阻止されて立ち去り、夜の森へと消えて行った。種族の本能や文化に忠実で自由奔放ながらも、聞かれたことに答え閉鎖的な自分達の社会に泣きながら愚痴る位には素直な性格。夫も子供もいるが、社会制度の関係で同居はおろか会うこともままならないらしい。根本的に価値観の異なるアラクネ種のネアに「蜘蛛猿」という言葉を浴びせ、「山蛭」と言い返される程嫌われている。

#### トロール種
標準身長二メートル半とオークを上回る巨体の種族。褐色の肌と頭部に小さな二本角を持ち、下半身が深い体毛に覆われている。力は強いが頭が悪く純朴で乱暴、ケンタウロス種曰く「先祖返りして五歳児並」の知能。騙されやすさを自覚してる故に異種族全てに牙を剥く傾向があるが、害意がないと分かった相手や恩を受けた者には素直に接する。タウラの故郷の近くに集落があり、軽率な若者がミノタウロスを攻撃したため全面戦争となってしまうが、新しいボスとなった大輔の作戦でほとんどのトロールが助かり、女性たちは大輔のハーレム入りすることになった。
ボス
タウラの故郷近くにあるトロール集落のボスで名前は不明。ミノタウロスとの戦争で指揮を執り追い返すことに成功するが、実はミノタウロスは一時的に撤退しただけであり、そのことに気付かず勝ったと信じて部下たちと浮かれていた。彼らを滅亡から救おうとする大輔から協力するように説得を受けるが耳を貸さなかったため、やむなく強行手段に出た大輔たちに弓矢で射られ、後を託す言葉を大輔に遺して死亡した。
トロ
トロールの女性。新しいボスとなった大輔を特に慕っており、子供とともに大輔について来た。大柄な体格に似あわず少し怖がりで純朴な性格。顔も少女のような童顔で、周囲から「可愛い」と思われている。

#### デュラハン種
首や下半身を分断されても、それぞれに脳や肺・心臓などの主要器官があり生存が可能な種族。ただし首の取れた状態だと「頭」の肺や内臓が小さいため常に呼吸困難と栄養不足を起こし、考えたり会話するのも辛い上に、人間の女性より力が弱いらしい。分離した体の部位はそれぞれ独自の思考をするが、触れている状態であればある程度の感覚の共有は可能。また、頭部が切り離された個体は、栄養補給のために男女問わず授乳するという変わった生態がある。外見はヒューマン種とほぼ同様なため区別がつかず、個体数も少ないため伝説や怪談の存在として語られている。また、他の亜人種からも人間の一部族と見られているという。
ユラ
49話最後のシーンで初登場した種族の若い女性。過去にマンティコアに襲われ、一命は取り留めたものの頭と体が分断されてしまい、特殊な道具で固定していた。しかし固定していた道具が壊れ、首が取れた見た目から周囲に怖がられ困った末に、頭を胸に抱えた状態でケンタウロス族の村に滞在中の大輔の元に迷い込む。大輔は新しいモン娘登場に喜んだが、他のものは悪霊の類と怖がったり驚いたりという反応をした。前述のマンティコアにその後も付け狙われており、彼女を追ってケンタウロスの村にまで現れたことから、大輔たちに迷惑はかけられないと決着を付けることを決心。村の近くの草原で夜に戦いを挑む。戦闘の心得もそれなりにあり、槍や毒入りの短剣などを駆使して戦うも劣勢に陥り追い詰められるが、大輔の作戦とケンタウロスらの救援でマンティコアは倒され、大輔のハーレム入りすることとなった。
関西弁口調であり、その口調や容姿は作者が以前pixivで掲載していたイラストに酷似している。

#### ラミア種
蛇の下半身を持つ種族。夜目が効き、水中活動も得意とする。人間やマーフォークと似た一夫一妻制の社会を持つ。他種族に対して排他的で基本的には自分たちの里から出てくることはないが、子供を亡くした女性が発狂して里の外で子供を攫ったり殺害したりすることがあるため、「子供を攫う怪物」として様々な種族から敵性認定されている。この性質について、織津江はオキシトシン分泌量が多く母性本能が強すぎるのではないかと推測している。
カガシ
62話より登場。ミア族代表の女性。リパブリック共和国の襲撃で住んでいた里を追われ、男性も皆殺しにされてしまい、僅かな生き残りの女性や子供たちを引き連れて放浪し、織津江がいるゴブリンの里に庇護を求めた。当初はゴブリンたちの性的に奔放な文化を強制されることを恐れ、彼らを油断させたところで夜襲をかけて里を乗っ取ろうと考えていたが、その意図を織津江に簡単に見抜かれて断念、心の底から降伏する。その後は受け入れられたが、ラミア社会の教育によって身につけてきた価値観にも疑問を感じるようになり、他種族である織津江とも関係を持つなど、少しずつゴブリン・オークの文化にも馴染むようになった。

### その他亜人
最新話時点で友好性亜人か敵性亜人かが不詳な種族。ただし、作中に登場した個体がヒューマン種と争う描写はない。

#### エルフ種
人間に近い長耳の外見を持つ種族。作品での登場自体は序盤だが、42話で初めてタウラから大輔に存在が語られる。
エルゥ
「上位機構仮説」学派からの依頼で、異世界人である大輔の監視をしている女性。初登場の7話ではアラクネたちとともにレッサーデーモンと戦う大輔を観察し、興味を抱いた様子を見せた。その後、大輔がタウラの故郷であるケンタウロスの集落を訪れた際に娘とともに再登場し、大輔の観察を続けていたことが判明する。その際に無謀なトロールがミノタウロスを襲う現場に遭遇し、慌てて退散した。
ルフ
エルゥの娘。異世界人に興味があるらしく、母親に異世界人のことを尋ねていた。また「真理探究機関」の賢者をヤク中と表現するなど結構辛辣。

### スピンオフの登場人物
後述のスピンオフ作品「織津江大志の異世界クリ娘サバイバル日誌」に登場する四人のハルピュイア娘。転送直後の織津江を見つけて興味を持ち付き纏っている。織津江は、苦労して作った食事の大半を持ち去ったりする彼女らを忌々しく思い「害鳥」呼ばわりしている。一方で彼女らとの交流が孤独なサバイバル生活で唯一の癒やしにもなっており、本気で憎みきれないところもある。マフラーやベルトなどの軽装を自作して身につけていたり、自分たちで製鉄して鍋や武器を作ったりと、本編に登場するルピーなどより文化的な生活をしている。本編でも彼女らを回想するシーンで一コマだけ登場しており、全員健在な模様。
アイ
ギャル風の容姿・性格を持つハルピュイア娘。織津江に対して最も辛辣で、事あるごとにちょっかいを出しては怒りを買う。それでも織津江が嫌いというわけではなく、彼がモンスターなどに襲われかけたりすると心配して声を掛けたりもする。4人の中ではリーダー的存在らしく、仲間に対しては狩りの仕方を指導するなど面倒見の良いところもある。
ピュイ
前髪で片目を隠した気だるげな雰囲気のハルピュイア娘。織津江をからかう頻度は比較的少ない。大人しそうに見えるが、自分たちが作った小屋をブエルが破壊したあげく干していたアルミラージの毛皮（ルアが初めて狩った記念のものだった）を台無しにしたことに激怒してアイとともにノリノリで復讐に向かうなど過激な面も持つ。
ハピ
長髪で豊満な容姿のハルピュイア娘。織津江を色仕掛けでからかうことが多い。おおらかな性格であまり怒ったりすることはない。
ルア
少女風のハルピュイア娘。大人しく優しい性格で、他の三人が織津江を酷い目に遭わせた後で申し訳なさそうにフォローすることが多い良心的存在。

## モンスター
ヒューマンおよび亜人以外の生物。総じて怪物的な外見をしているが、高い知能を持つものも多い。基本的に人類とは敵対関係にあり、人型をしていても会話はおろか平和的共存も不可能。大輔達が倒したものに関しては、基本的に解体されて身体構造を調べられている。
ワイバーン
大輔が異世界転移して最初に目撃したモンスター。前足が翼になっている大型爬虫類で、ハルピュイアと同様に羽ばたきでなく脚力を活かした滑空で飛行する。
スライム
液体状の肉食生物。見た目に反して素早く動き、獲物を襲う時はジャンプすることもある。接触すると噛まれて小さな穴のような傷が無数にできる。実態はナメクジのような雑多な肉食小動物の群体のため、一度叩いたくらいでは分裂するだけで退治できないが、何度も叩けば死滅する。アーさんは幼少のころに大型のスライムに噛まれて全身穴だらけにされたトラウマから、スライムが大の苦手になっている。弱い毒があり、食べるとお腹を壊すため食用にはならない。
トレント
樹木に擬態して近くを通った獲物を襲う大型の肉食生物。外見は完全に木だが、内部には骨格や内臓、筋肉を備える。ラァ族の里の近くに生息しており、アラクネたちすら恐れて近付かないほどの凶悪な捕食者。大輔とネアたちが新発明の武器を試すために東の森に入った際に遭遇し、並の攻撃を寄せ付けない固い表皮と凄まじい怪力で襲いかかるが、瞬発力は強いが持久力は無いのを見破った大輔の機転によりアラクネたちに抑え込まれ糸を巻かれて完全に動けなくなり、そのまま解体された。知能は意外と高く、通常の木と区別するために付けた識別の傷を、理解して再現していた。味は酷い物で、化学汚染された汚いドブに住むヘンな生き物みたいな味らしく多少の毒もある模様。その後、大輔が考案した「トレントチェッカー」という武器により高い精度で擬態を暴くことが可能になり、脅威度は下がったらしい。
リビングデッド
一見すると動く死体だが、実体は肉虫という小型の細い虫が動物の筋肉を食べて骨格の周りに集まり、筋肉の代わりに体を動かしている。「悪魔の森」で狩りをしていた大輔とネアたちの前に数体が現れるが、戦闘力は低くネアの攻撃でバラバラに切り刻まれた後に熱湯をかけられ退治された。食用には適さない。
レッサーデーモン
角と翼を持つ悪魔のような姿をしたモンスター。人型をしているがヒューマン種ではなくヤギのような偶蹄類から進化したため亜人とは異なる。ある程度の知性はあり、原始宗教を信仰したり、投石や棍棒などの武器も使うが、性質は極めて凶暴で「本物の悪魔」と呼ばれてアラクネたちから恐れられている。アーさん曰く母親の仇。「悪魔の森」にて数十体の大群で大輔たちを襲撃するが、大輔が発明した武器を持つアラクネたちの迎撃になすすべなく全滅した。なお、外見から分かりにくいが各個体は二体結合で奇形も多いため、目に見える首が落ちても胴体部にもう一つの頭部が残っていたりして多少は動ける個体もおり、油断は出来ない。
後に言語さえ合えば意思疎通が可能なのが判明、高度な思考力・工作能力を持ち単なる怪物ではないことが判明する。
ジャイアントスコーピオン
全長8m、体重2t程度の巨大サソリ。地球にいる外骨格のみの節足動物と異なり、進化の過程で内骨格も備えたため異常に巨大化した。「悪魔の森」で大輔たちを襲うが、トリカブトの毒矢で射られて倒された。気門が進化してそれぞれ肺になっていたり、外皮が甲殻の様に硬質化していたりと、別系統に進化した脊柱動物と大輔が考察している。
ファイアードラゴン
口から火を吐くドラゴンの一種で「火焔王」の異名を持つ。火炎放射の原理は、大輔の観察によると体内で生成した可燃物を吐き出すと同時に顎の発電器官から火花を出して点火しているらしい。ドラゴンは大型の爬虫類で、単純な力や素早さに加えて人語を解するほどの高い知性を持つことから「最強のモンスターの代名詞」と言われ恐れられており、完全武装の軍隊を含めて人類より強いとする説もある。
パピ
ネアたちが住むラァ族の村に親からはぐれて迷い込んだ、「ドラゴンパピー」と呼ばれるファイアードラゴンの幼体。大輔に懐いてペットとなり「パピ」と名付けられた。好奇心旺盛だが温厚な性格で、武器が通用しないキャタピラーの群れを焼き払うなど戦力としても活躍している。

クラーケン
全長50mを超える巨大な頭足類。姿はタコに似ているが触手は十本あり吸盤の代わりに無数の爪が付いている。普段は深海で岩などに擬態しているが、獲物が近づくと驚異的なスピードで浮上し襲いかかる。マーフォーク種「フマ族」の漁場を荒す個体が現れたため、大輔がマーフォーク女性の身体を調べさせてもらう条件で退治を引き受けた。大輔はマーフォークたちと協力し、罠を仕掛けた囮の船を餌にクラーケンを誘い出して捕えるも、計算外の高い知能を持つクラーケンの反撃に遭い苦戦を強いられる。しかし警備隊員のサーバの決死の攻撃でへし折ったはずの毒槍の先端を刺され絶命。直後に複数の仲間が現れ大輔たちを驚愕させるが、死亡した個体を回収したのみで去って行き、結果として漁場は守られ大輔たちの勝利となった。
ディープワンズ
魚類から進化して二足歩行する人型モンスター。銛を武器に使い、知能は高いが警戒心が強く臆病な性格。自分たちが神として信奉するクラーケンを殺した報復として大輔たちを襲う。大輔を直接襲ったうちの一体は大輔との戦いに敗れ、残りの仲間は駆け付けたネアに倒され全滅。他の個体はフマ族の里を襲撃するが、里のマーフォークたちと大輔の仲間の協力で撃退された。
アルミラージ
外見は額から一本角を生やしたウサギ。通常は野兎～大型兎ほどの大きさだが、稀にイノシシほどの大きさになる個体もいる。愛らしい外見とは裏腹に実態は獰猛な肉食獣であり、獲物を見つけると猛スピードで突進して額の角で急所を狙って刺し殺そうとしてくる。非常に好戦的な性質で、自分よりも大きな熊や人間なども獲物と見なして襲いかかってくることさえある。
コカトリス
ダチョウ程度の大きさで、ニワトリに似た姿の羽毛恐竜。足についた巨大な鉤爪が武器で、発達した足による蹴りで獲物を狩る。また、知能が非常に高く、人間の悲鳴の真似や助けを求める仕草で動揺・混乱させたり、石などを武器に使ったり、仲間と協力した狩りで陽動作戦を使ったりもする。初登場では織津江の移転直後に三体が現れ襲いかかるが全滅。その後、フマ族の里を十体近くの群れが襲うが、大輔の仲間たちの活躍により全て倒された。なお、伝説にある毒や石化に関連した能力は持たない。
ゴーレム
見た目はただの岩の巨人。パワーは凄まじく、その耐久力は並大抵の攻撃も通用しない。その実態は植物の繊維を樹液などで叩き固めた後、表面に泥を付けて強固な鎧の様にしている物を身に着けてカモフラージュしている大型類人猿ではないか、と大輔は考察しているが、生態を含めて一切が謎の存在。
ケルピー
見た目は馬だが雑食で奇蹄目ではなく鯨偶蹄目。より水中に適した細い『カバ』である。『水中でも陸上でもそれなりに速い』という聞くだけなら中途半端な感じを受けるが、両方の危機を回避し、両方の獲物を狙うことが出来るある意味では万能型に進化した姿。水中では後ろ足と尻尾が合体して尾鰭となり泳ぐことが出来る。肉の味は鯨に近く、刺身にすると『ビーフジャーキー（生肉）』っぽい味がする。ちなみに、異種姦をするらしく、ケンタウロスのタウラが危ない目にあって、弓矢で蜂の巣にされた。
ミノタウロス
人の体に牛の頭を付けた大型クリーチャー。徹底した同害復讐の精神を持つ種族で、他種族に仲間が殺された場合、その種族を殺された仲間と同じ数だけ殺害する。恐ろしく執念深く、壁の向こうにいる相手に報復をするために穴を掘って壁の中に現れたり、長い期間を掛けて山をぶち抜いて現れたりするなど、一度標的とした相手は報復を終えるまで絶対に諦めることなく追い続ける。さらに厄介なことに、10以上の数は数えられないため、殺された仲間の数が10を超えていた場合は上限のない復讐戦となり、狙われた側からすれば自分たちかミノタウロスのどちらかが全滅するまで終わらない泥沼の戦いを強いられることになる。そのため、ヒューマンはおろかケンタウロス種など戦闘力の高い亜人からも非常に恐れられている。レキ達が弓引き投げの練習をしているのを観察し、「真似」をして投石で遊びだしたことから、行動を「理解」して「遊ぶ」だけの高い知能があることが判明している。また、母親と赤ん坊の骨を見つけて怖がって逃げるのを見たルピーたちの報告から、幽霊を想像し恐れる想像力があることも判明した。
キャタピラー
雑魚の代表格でもある芋虫、と思いきや、槍も矢も通じない程の防御力の外皮を持った芋虫。その防御力は必殺級の威力を持つ『リピット』と『リピラス』の矢ですら多少刺さる程度で致命傷にもならない。ジャイアントスコーピオンと同じで、節足動物に似ているだけで、内骨格を持った節足動物が進化した結果、見た目が似ているだけではないかと大輔は考察している。移動速度はそれほど早くは無いが、食い止める方法が通常では無いため、全力で逃げるしかない。ファイアードラゴンのパピを見て一目散に逃げたことから、ある程度の知能はあるようだが、その防御力でも炎を防ぐことは出来なかった。一生芋虫の姿のままであり、流石に内骨格で複雑化した身体を『ドロドロに溶かして再構成』は出来かなったらしい。なお、見た目は悪いが食用に適しており、味は薄味のエビに近い白身で、パピの餌として保存された。
鎧竜
厚い鱗に覆われ、昆虫のような透明の羽を持つ大型爬虫類。ミドリ族の里の近くに現れたため、織津江が開発した新型武器の実験台として狩られた。オークのタブたちはかなり恐れていたが、織津江にとっては大した脅威ではなく、後にファイアードラゴンと遭遇した際の比較で「ドラゴンモドキの草食恐竜」と評された。
レッサー・リザードマン
死の山脈に生息する、人間ほどの大きさの小型竜。二足歩行し、高度に発達した腕により簡単な道具や槍などの武器を使う。織津江との交渉のために死の山脈に入ってきたオサマ王国の使節団を大群で襲撃したが、王国最強の精鋭部隊の相手ではなく蹴散らされた。
ミミック
タコに似た外見を持つ珍しいクリーチャー。強い訳ではないのだが、動物の皮や外骨格、宝箱や鎧などの様々な人工物まで利用した完全擬態能力を有している。さらに知能は意外と高く、単独行動している獲物だけを狙って待ち伏せで奇襲をかけてくるため、少なくない数の人間が餌食にされている。暗視能力を持ち擬態が通用しないレッドキャップが天敵で、狩られることもあるため、レッドキャップを見たら逃げ出す。ただし、レッドキャップ達からすれば簡単に見つかるので食料が獲れない際に狩っていたに過ぎず、食べられないことは無いが臭いため、好き好んで食べようとは思っていない。
リビングアーマー
中身の無い鎧でありながら、動いて攻撃を仕掛けて来る。シガヒの街に現れて騒ぎになるが、立ち寄った大輔たち一行に倒された。長い間、どうして動いているのか謎の存在だったが、実はミミックが鎧に入り込んで動かしていたことが判明した。尚、シガヒの街には倒された個体以外にも多数のミミックが侵入しており、レッドキャップのヒバリやレイはそのことに気付いていたが、彼女たちの里はシガヒの兵士たちに滅ぼされていたため、誰にも伝えないまま大輔たちとともに街を立ち去った。

オルトロス
一見すると蛇の尾を持つ双頭の犬だが、実態は哺乳類的な姿に擬態したジャイアントスコーピオンの近縁種。犬の頭はハサミ、蛇の頭は毒針を備えた尾の先端で、本当の頭はハサミの間にあり、全身に生えた体毛により隠されている。ミドリ族の里の近くに数体が現れるが、織津江の指導で外敵に対する高度な防衛システムを完成させたゴブリンたちの敵ではなく、非戦闘員のリンたちに訓練として呆気なく狩られた。味は良く、織津江によれば肉の食感は牛のようで、部位によってエビ、マグロ、豚肉の味がするという。
ヒュドラ
外見は5つの頭を持つ全長20m程度の大蛇。巨体に加えて性格も凶暴、さらに執念深く目をつけた相手を何日も追い回すこともあるため、非常に恐れられている。動くスピードは遅めだが、毒牙の破片を口から大量に飛ばすことができ、その射程距離は100mを超える。大輔たちがタウラのロン族の里に向かう途中で遭遇し追いかけられたが、やがて追跡を断念したため逃げおおせた。体の構造について、大輔は5つの首を制御する中枢脳が胴体部分にあり、頭部の脳はほぼ退化しているのではないかと推測したが、あまりにも危険すぎて近付いて観察することさえ困難なため、ゴーレム同様に調査を断念している。
その後、人類に対する本能的な恐怖心や警戒心から大輔たちへの殺意が蘇り、彼らを見つけ出して皆殺しにしようと試みるも、追跡中に自分よりも強い金色のドラゴンの一種（名称不明）に遭遇したため、再度追跡を断念して逃走した。
バジリスク
「八本の脚とトサカを持つ蛇の王」と呼ばれる大型爬虫類のモンスター。体側にある「八本の脚」の正体は異常に発達した前足の指で、これを使うことで全長数メートルの巨体に似合わぬ高速で動き回る。最大の武器は「石化の邪眼」と呼ばれる能力で、その実態は口の中で折った毒牙を鼻孔から噴射する一種の吹き矢である。この毒の威力は凄まじく、命中して刺さったが最後、即効性の強力な神経毒が回り、全身の筋肉が硬直して死亡する。さらに噴射は無音・高速のため、視認は困難で威力も空気銃並と、極めて危険な攻撃である。他にも、威嚇用に毒液を直接噴射したり、ピット器官で赤外線を感知したりする能力や、人間の行動を読んで死角から攻撃する高い知能までも持ち合わせる。織津江も過去に遭遇した際には逃げるしかなかったほどの恐ろしい相手で、再戦した際にも実力では完全に上回っていたが、死角から襲いかかろうとしたところをオークたちの弓による狙撃で致命傷を負い、それでも織津江を道連れにしようと飛び掛かるも首を刎ねられ止めを刺された。
マンティコア
ライオンのような体と鬣に、人間に似た大きな顔を持つ肉食獣。尾の先端には毒の棘が密集しており、殺傷力は低いが刺されると激痛に襲われる。コカトリスのように人間などの声真似をして撹乱する能力があり、知能はコカトリス以上で人間の言葉もある程度理解して使っている様子も見られる。さらに高い記憶力を持ち執念深く、狙った獲物を取り逃がした場合は数年間にもわたり執拗に追い続ける。作中に登場する個体はかつてデュラハン族のユラを襲ったが、他のデュラハンたちの救援で仕留め損ない、以来彼女を狙い続けていた。ケンタウロスの村で大輔たちに保護されたユラが意を決して単身で戦いを挑んだため、現れて襲撃。高い戦闘力で彼女の攻撃も通じず追い詰めるが、既に大輔の術中に嵌っており、最初からその行動は視覚に優れるルピーやレキたちに遠方から捕捉されていた。そして、周囲に誰もいないと油断してユラに近づいたところを、同じく遠くに控えていたケンタウロスたちの狙撃で致命傷を負わされ、止めにケンタウロスの槍に頭部を刺された上に首をへし折られて倒された。大輔と仲間たちの連携により仕留められたが、人間顔負けの高い知能と用心深さは大輔をして「とんでもない化け物」と戦慄させた。
シャイニングドラゴン
背中に発光体を備える大型爬虫類。発光体の内部は空洞になっており、中で糖度の高い蜜を分泌して共生関係にある巨大蜂を養っている。草食性だが非常に凶暴で、餌となる植物を独占するために巨大蜂を放って周囲の生物を皆殺しにすることから「虐殺王」の異名を持つ。人間にとっても脅威的な存在で、小さい町や里ならたった一体に滅ぼされることもあるという。作中で織津江たちが目撃した個体はファイアードラゴンと争っており、巨大蜂を放って攻撃するも全く通用せず、反撃の炎を浴びて蜂たちは全滅。自身も炎上して逃げ出すが、高熱と一酸化炭素で呼吸器をやられて力尽き捕食された。
巨大蜂（正式名不詳）
シャイニングドラゴンと共生関係にある巨大な蜂で、ヘラクレスオオカブトほどの大きさがある。ホタルのように発光する性質を持ち、シャイニングドラゴンの光はこの蜂たちが放っている。シャイニングドラゴンの背中の構造体の中に巣を作っており、これによって天敵から守られるとともに、分泌される甘い蜜で養われている。一方で肉食の性質も持ち、シャイニングドラゴンの敵となる生物に対しては集団で襲いかかって食い殺す。シャイニングドラゴンと対峙したファイアードラゴンに一斉に襲いかかるも、毒針も顎も通用せず、火炎放射で焼き払われて全滅した。なお、シャイニングドラゴンとの共生関係はアリとアブラムシをモデルにしたと作者がコメントしている。

半飛竜
人里離れた山林に生息する小型竜の一種。翼はあるが滑空が可能な程度で飛行はできない。大輔の策によりミノタウロスの巣近くの草原に誘導されてミノタウロスを狩るようになる。後述のアースドラゴンと共生することがあり、大型の外敵はアースドラゴン、小型の外敵は半飛竜が対処することで互いの苦手な敵から相手を守るという。
アースドラゴン
ブロントサウルスにも匹敵する超大型の竜。敵に対し、尾の先端を使って数十kgもの岩を投擲する攻撃を行うことが名前の由来になっている。共生関係にある半飛竜ごと岩を飛ばすこともあり、半飛竜は岩が標的に確実に命中するよう軌道を調整するとともに、命中して弱った相手に止めを刺す役割も担う。タウラの里のはるか北の地に生息すると言われており、半飛竜の説明の際に言及されたのみで作中に直接登場はしていない。
マンイーター
巨大な樹木の姿をした食人植物。トレントと違い、こちらは光合成で養分を得て生きるれっきとした植物。大輔の考察によると、植物と動物両方の性質を持って進化した生物で、脚にあたる幹と根に何らかの筋肉を持ち、植物でありながら光合成だけでは栄養が足りず、積極的に捕食を行う。さらには根で他の木々から樹液を吸い上げ、太陽光も無機質も全て養分とするという生態を持つ。一応植物であるため知能は全く無いと言っていいほど低く、作中では大輔一行を襲撃した個体が追う為に薙ぎ倒した木々に気付いた途端その場で捕食活動を始め、「あいつアホなのか？」と心配されたほど。
ブエル
ライオンの顔の周囲に、ヤギの5本の脚を放射状に生やしたような奇妙な容姿の生物。実態は内骨格を持つヒトデのような棘皮動物であり、トレントの近縁種らしい。ライオンの顔は、目・鼻・口に似た模様にすぎず、本当は顔全体が口で中心から開くようになっている。肉食性で人を襲うこともあり、鋭い牙が並んだ口で噛み付いたり、放射状の脚で横向きに転がりながら蹴りを入れたりして攻撃する。特徴的な生態として、弱った生物を見ると寄り添って癒やすという習性があり、対象が外敵に襲われれば守ったりもする。ただしあくまでも対象が弱っている間のみに見せる性質で、後で同じ相手に遭遇した際に弱っていなければ襲いかかってくる。この奇妙な性質から、人間の理解を超えた「悪魔」として不気味がられている。本編の作中ではアラクネ種ラァ族の里を無数の個体が襲撃し、仲間同士が繋がり合って勢いをつけて柵を飛び越えるといった知性を感じさせる行動も見せるが、個々の戦闘力は高いものではなく大輔と仲間たちに迎撃され呆気なく全滅した。戦闘後にブエルを分析した大輔は、弱った生物を一時的に守る性質については「弱った仲間を守る」という本能が別の生物にも適用されたものと推測したが、まるで自ら殺されに突撃してきたような襲撃については理由が想像できず、理解不能な「悪魔」と呼ぶしかない生物と評した。外伝でも登場し、ハルピュイア娘のルアが初めて狩った記念のアルミラージの肉を小屋で仲間たちと食べていたところへ転がって突っ込んできて、小屋を壊し肉や毛皮を台無しにした（これも意図は不明）ことで彼女らの怒りを買う。その後、ホームシックで感傷的になっていた織津江の側に来て寄り添って癒やしたことで彼から感謝され、直後にアイたちに攻撃されるも織津江に守られて森に逃れた。しかし翌日には元気になった織津江を見かけると即座に襲いかかり、結局は織津江の返り討ちに遭い両断されて退治された。

## 用語
この世界には定期的に日本からの異世界人が訪れており、その存在と技術的有用性は広く知られている。異世界人から習得した日本語が異種族も含めた共通語となっているため、言語が通じる設定になっている。

### 禁忌
クリ娘世界に伝わるタブー。作者曰く現代知識無双を禁止するためにつけた設定。「火薬」「雷の要素（電気）」「蒸気の水車（蒸気機関）」「燃える水の水車（内燃機関）」これらを生み出し利用することを指す。もし禁忌を破った場合、「モンスタースタンピード」と呼ばれる周辺のモンスターの群れが一斉に禁忌を破った都市を襲い、例え城塞都市であっても滅ぼされてしまう。ただし、その範囲はかなり曖昧らしく、似たものでも禁忌とみなされる場合もあるようである。また、敵対国内で禁忌破りを行う等の意図的にモンスタースタンピードを引き起こす行為に対しては行った側に対してもスタンピードが発生する。
また上述の禁忌を踏まえた上で、アラクネの村で大輔が作った兵器を皮切りに、後に作中で織津江も始めた現代知識を駆使した後述の発明品の数々がほぼ毎話の扉絵で紹介され、話末コラムにその技術の科学的な解説がつくなど、本作品を構成する要にもなっている。
作中では、栗結大輔が転移してくる10年程前に、西にあった人間の城塞都市が「蒸気の水車に含まれるもの」を作ったことで一つ滅んでいる。

### 武器
リピーター・ショートボウ(リピット)
リピーター・ウインドラス・クロスボウ(リピラス)
元々アラクネの村にあったショートボウとウインドラス・クロスボウ(巻き上げ式弩)、リピーター・クロスボウ(連射式弩)を大輔が改良したもので、リピットは連射とショートボウの強さを兼ね備え、リピラスは威力をそのままに巻き上げの手間と時間を軽減している。
逆さ長巻
織津江が「最強の剣」としてデザインした専用武器。一見「日本刀」だが、その正体は柄のほうが刃で鞘が柄の「長巻」。柄の内部に刀身の大半が入っており、任意にバネが飛び出し、長くなる。常備性は剣と同等、伸ばせば剣より長く、切れ味は日本刀である。
ショベルソード
大輔が「最強の剣」としてデザインした専用武器。つるはしの柄の先にスコップを付けたような外見だが、「剣」や「投石器」としての機能に加えて「斧」「鉈」「鋸」「金槌」といった工具としても使える。「常備する予備」としてあらゆる状況に対応する万能武器である。
返らずの矢
重連弩
水連弩
縫い留めの矢

### 輸送
車氷室

### 生活品など
人力重機
織津江式炭焼き窯（総合熱源窯）
空気冷媒熱交換器

### 人間病
正式名称「根底自己認識実態乖離症候群」、通称人間病。一定以上の知能を持つ生物がかかる可能性が非常に高い精神疾患。文字通り「自分が自分であるから特別」という自己認識が「世界や神に認められたから特別な存在」と根底からずれていき、思考、感情や感覚に至るまで狂ってしまう(タウラ談)。人間社会の不幸と迷妄の根源中の根源と言われており、ケンタウロス社会では最優先で警戒される病気であり麻薬と説明されている。逆にヴァンパイア種のように自身を真の霊長と位置付ける「人間以上に人間病」な価値観を持つ亜人も存在する。
栗結の推察によると亜人社会から社会そのものの経験不足からくる純朴さが見られないのは、先駆者である人間が人間病から発生した弊害を亜人が知った結果、意識して人間病を避けた社会を構築しているからだろうとしている。異世界において人間が他種族から疎まられる主要因だが、大輔や織津江は生物学科の学生だったこともあって「人間病」の症状がなく、敵性亜人とも良好な関係を築いている。

### 建造物
ダンジョン
クリ娘世界に存在するという地下迷宮。整備された床や内装に、換気・排水・採光システムといった高度な設備もあり、明らかに人工物だが誰が作ったかは一切記録がない。それまで存在しなかったダンジョンが一夜にして現れたといった噂もあることから、時空を超えて転送されてきた可能性も示唆されるが詳細は不明。大きなダンジョンの最奥にはダンジョン・コアという巨大な宝石が安置されており、一攫千金を夢見た冒険者が侵入して命を落とすことも往々にしてあると言う。作中では大輔がゴーレムとの遭遇に因んで噂話を回想するのみで登場はしていない。

### 組織等
「上位機構仮説」学派
占いによって異世界人（大輔）の出現を予知し、エルフのエルゥに存在の確認および監視・報告を依頼した団体。この占いは大輔の出現場所だけでなく将来の行動までおおよそ当てていることや、「上位機構仮説」という名前などから、クリ娘世界の根幹となる秘密をある程度知る、あるいは関与している組織であることが示唆されているが詳細は不詳。
真理探究機関
占い師の存在等の言及から上述と同一、もしくは関連すると思われる「賢者」が複数存在する組織。ただしエルフのルフからヤク中呼ばわり、エルゥからもその行動に正気を疑われている所から好ましく思われていない模様。

## 書誌情報
- KAKERU『科学的に存在しうるクリーチャー娘の観察日誌』秋田書店〈チャンピオンREDコミックス〉、既刊16巻（2025年6月19日現在）
  1. 2017年11月20日発売[6]、ISBN 978-4-253-23816-8
  2. 2018年4月20日発売[7]、ISBN 978-4-253-23817-5
  3. 2018年11月20日発売[8]、ISBN 978-4-253-23818-2
  4. 2019年4月19日発売[9]、ISBN 978-4-253-23819-9
  5. 2019年9月20日発売[10]、ISBN 978-4-253-23820-5
  6. 2020年4月20日発売[11]、ISBN 978-4-253-23821-2
  7. 2020年10月20日発売[12]、ISBN 978-4-253-23822-9
  8. 2021年5月20日発売[13]、ISBN 978-4-253-23823-6
  9. 2021年12月20日発売[14]、ISBN 978-4-253-23824-3
  10. 2022年5月19日発売[15]、ISBN 978-4-253-23825-0
  11. 2022年10月20日発売[16]、ISBN 978-4-253-32121-1
  12. 2023年4月20日発売[17]、ISBN 978-4-253-32122-8
  13. 2023年11月20日発売[18]、ISBN 978-4-253-32123-5
  14. 2024年5月20日発売[19]、ISBN 978-4-253-32124-2
  15. 2024年12月19日発売[20]、ISBN 978-4-253-32125-9
  16. 2025年6月19日発売[21]、ISBN 978-4-253-32126-6

## 関連作品

### 織津江大志の異世界クリ娘サバイバル日誌
2020年3月17日よりマンガクロスで連載の始まった、本作のもう一人の主人公である「織津江大志」の公式スピンオフ作品。KAKERUは原作担当で、作画は瀬口たかひろ。
- KAKERU（原作）・瀬口たかひろ（作画）『織津江大志の異世界クリ娘サバイバル日誌』秋田書店〈チャンピオンREDコミックス〉、既刊10巻（2025年6月19日現在）
  1. 2020年10月20日発売[22]、ISBN 978-4-253-23968-4
  2. 2021年5月20日発売[23]、ISBN 978-4-253-23969-1
  3. 2021年12月20日発売[24]、ISBN 978-4-253-23970-7
  4. 2022年5月19日発売[25]、ISBN 978-4-253-23996-7
  5. 2022年10月20日発売[26]、ISBN 978-4-253-23997-4
  6. 2023年4月20日発売[27]、ISBN 978-4-253-23998-1
  7. 2023年11月20日発売[28]、ISBN 978-4-253-23999-8
  8. 2024年5月20日発売[29]、ISBN 978-4-253-32281-2
  9. 2024年12月19日発売[30]、ISBN 978-4-253-32282-9
  10. 2025年6月19日発売[31]、ISBN 978-4-253-32283-6

### ふかふかダンジョン攻略記〜俺の異世界転生冒険譚〜
MAGCOMIで連載中のKAKERUの作品。登場するモンスター（亜人）や禁忌の設定等に本作との共通点が多い。
物語の舞台は本作と同じ世界だが、地域や時代が同一かは秘密であると作者がTwitter上でコメントしており、亜人が人間と異なる独自の言語を使う、アラクネやハルピュイアなども人間と険悪な関係であるなど、若干の違いは見られる。また、本作より更に現代チートの縛りを厳しくしたとも明言している。